# VuThéara Kham
VuThéara Kham (khmer : វុឌ្ឍារ៉ា ខាំ) (né à Valognes dans la Manche le 13 août 1982) est un photographe franco-cambodgien.
Ses photos de Paris, de paysages urbains et de scènes de rue l'inscrivent dans le courant de la photographie mobile.

## Biographie
VuThéara Kham est le fils de restaurateurs cambodgiens installés à Cherbourg,.
Il découvre l'application mobile Instagram au début de l'année 2011. C'est en déambulant dans les rues de Paris au quotidien alors qu'il est webdesigner depuis quatre ans dans une start-up qu'il se met à la photographie. 
L'été 2011, il expose ses photos dans une start-up à Paris et reverse la totalité de l'argent récolté à l'association Pour Un Sourire d'Enfant qui a pour objectif d'aider les enfants défavorisés et déscolarisés au Cambodge. Quelques mois plus tard, il se rend ensuite à New-York , à l'issue d'un concours organisé par FxStudio, une application de retouches photographiques, qui lui permet d'exposer trois de ses clichés à la Soho Gallery of Digital Art.
En 2013, VuThéara expose ses travaux au Salon du Livre de Paris et parallèlement sort un recueil de ses photographies PointofVuth publié par la maison d'édition La Martinière dans lequel sont rassemblés ses clichés de voyages. PointOfVuth n'applique aucun filtre de l'application Instagram.

« Ce n'est pas un produit Instagram. Nous avons utilisé le logo parce que je suis populaire sur le réseau, mais le livre utilise les photos originales, dont seuls la luminosité et le contraste ont été retouchés ». Les clichés de Paris (nombreux), du Cambodge, en passant par l'Islande, Israël ou la Pologne, ne sont légendés qu'avec les coordonnées GPS de la prise de vue. « Une idée de l'éditeur pour rappeler l'idée du mobile », explique VuThéara. »

« Voyageur du monde, Parisien de cœur, VuThéara sait faire rêver en s'amusant au quotidien. Il le transforme pour donner à voir un monde poétique et sensible, un PointofVuTh inscrit dans la modernité du XXIe siècle », cite Brigitte Govignon, historienne de l'art, éditrice et auteur à la maison d'édition La Martinière. »

En 2014, à l'occasion de l'exposition « Art Loves You » organisée à la Galerie Joseph dans le Marais à Paris, et réunissant une dizaine d'artistes, VuThéara dévoile pour la première fois en grand format ses photos d'architecture et de street art prises avec son smartphone dans la capitale.
En 2015, il est nommé parmi les français les plus influents d'Instagram par l'agence Hotwire et affiche plus d'un million d'abonnés sur son compte Instagram le 22 juin 2015.

## Expositions
- 2011 : Exposition à Paris, au sein d'une start-up, au profit de l'association Pour un Sourire d'Enfant
- 2013 : Exposition au Salon du Livre de Paris
- 2014 : Art Loves You, Galerie Joseph, Paris
- 2023 : Photographies 2012-2023, bibliothèque municipale Jacques-Prévert, Cherbourg-en-Cotentin
- 2023 : Cambodge de 2010 à nos jours, Galerie Lee, Paris
- 2023 : Exposition-vente solidaire Au Cambodge, de la misère à un métier!, à l'église Saint-Pierre de Montmartre, Paris au profit de PSE
- 2025 : Carnet de Voyages, à La Ville à Des Arts, Paris
- 2025 : TRANSMISSIONS, Rosewood Hotel, Phnom Penh, Cambodge

## Publications
- PointofVuth, Éditions de la Martinière, 31 mars 2013[7],[8]
- Soul of Paris, Éditions Hemeria, avril 2020